# Aéroport d'Ourguentch
L'aéroport international d' Ourguentch (code IATA : UGC • code OACI : UTNU) est un aéroport de Ourguentch, en Ouzbékistan.

## Situation
| Andijan Boukhara Ferghana Karchi Namangan Navoï Noukous Samarcande Tachkent Termez Ourguentch Zarafshan |

## Compagnies aériennes et destinations
| Compagnies         | Destinations |
| ------------------ | --- |
| Aeroflot           | Moscou Chérémétiévo |
| Centrum Air        | Saint-Pétersbourg-Poulkovo, Tachkent |
| IrAero             | Moscou-Domodédovo |
| Qanot Sharq        | Tachkent |
| Red Wings Airlines | Makhatchkala |
| S7 Airlines        | Moscou-Domodédovo |
| SCAT Airlines      | Aktaou |
| Silk Avia          | Boukhara, Ferghana, Samarcande, Tachkent |
| Turkish Airlines   | Istanbul |
| Ural Airlines      | Moscou-Joukovski |
| Uzbekistan Airways | - Aktaou, - Boukhara, - Ferghana, - Istanbul, - Milan-Malpensa, - Moscou-Vnoukovo, - Paris-Charles de Gaulle, - Rome Léonard-de-Vinci/Fiumicino, - Saint-Pétersbourg-Poulkovo, - Tachkent, - Volgograd (ex-Stalingrad) |
| World2Fly          | En saison charter: Madrid-Barajas |

Édité le 01/05/2018  Actualisé le 29/08/2024